# La novia fugitiva
La novia fugitiva (The Runaway Bride) es un episodio especial de la longeva serie británica de ciencia ficción Doctor Who, emitido el 25 de diciembre de 2006 como especial de Navidad de aquel año. En él debutó como acompañante Catherine Tate como Donna Noble, que ya había aparecido al final del último episodio de la segunda temporada de 2006, El día del Juicio Final.

## Argumento
El episodio comienza en el mismo punto en el que concluyó El día del Juicio Final. El Décimo Doctor, aún destrozado por la pérdida de Rose Tyler, se queda en shock al encontrar una mujer vestida de novia frente a él en la sala de consola de la TARDIS. La mujer, enfadada, le acusa de secuestrarla de su boda, y demanda que la lleve de vuelta. Enfadada, abre las puertas de la TARDIS y descubre que está en el espacio. Se presenta como Donna, y el Doctor le hace varias pruebas intentando averiguar cómo entró en la TARDIS. Después, se dirigen a la Tierra, donde ella sale corriendo en busca de un taxi para llegar hasta la boda. Entonces, se mete en un taxi conducido por un robot Santa, que la secuestra, yendo el Doctor tras ella en la TARDIS... 

### Continuidad
Los robots Santa de La invasión en Navidad regresan en esta historia. El Doctor menciona la "nave espacial sobrevolando Londres" del mismo episodio (cuyos eventos ocurrieron un año antes), y la batalla de Canary Wharf de El día del Juicio Final. Sin embargo, Donna no ha visto nada de esto por estar, respectivamente, con resaca, y buceando en España. El Doctor utiliza el "extrapolador macrokinético de ondas tribofísicas" que ya apareció en El momento de la despedida, para hacer saltar la TARDIS a una posición diferente una vez aterriza.  El comandante del tanque que abre fuego en la nave de la Emperatriz dice que tiene órdenes del "Sr. Saxon". El nombre había aparecido por primera vez en el episodio de 2006 Amor y monstruos, en un titular del Daily Telegraph que lee el Abzorbaloff. Será el arco argumental de la tercera temporada 2007. Donna le sugiere al Doctor que no viaje solo, porque necesita que alguien le frene. Durante los especiales 2008-2010, el Doctor pierde el control de sí mismo, y en Las aguas de Marte, se declara a sí mismo el Señor del Tiempo victorioso, intentando cambiar un punto fijo en el tiempo con consecuencias desastrosas.

## Producción
Russell T Davies tenía la idea de este episodio desde el mismo comienzo de su trabajo para la serie, y planeaba producirlo en la segunda temporada. Cuando se anunciaron dos especiales de Navidad y sabiendo en secreto que Billie Piper se iría al final de la segunda temporada, Davies decidió elevar la historia a especial de Navidad, sin presentar a la nueva acompañante inmediatamente, y rellenando el hueco que quedó con Dientes y garras.
El final de El día del Juicio Final aparece como secuencia precréditos en este especial, aunque la escena no se repitió, sino que se volvió a rodar. En el pódcast online del episodio, David Tennant explicó que fue por un cambio en los supervisores de iluminación, y que el contratado para el episodio quería una iluminación diferente del interior de la TARDIS, por lo que hubo que rodar la escena otra vez para que encajara con las siguientes escenas inéditas. A partir de este episodio, el logo de Doctor Who sufrió un cambio menor, añadiendo un fondo diferente de fuego en la placa en la que se incriben las letras.
Por razones legales, el equipo de producción hizo billetes falsos para la escena en la que sale dinero volando de los cajeros automáticos. En los billetes de diez libras aparecía la cara del Doctor y las frases "Prometo pagar al portador la suma de diez mandarinas" y "Nada de segundas oportunidades, soy esa clase de hombre". El texto es una referencia a las acciones y diálogo cerca del final de La invasión en Navidad. También había billetes de 20 libras con la cara del productor Phil Collinson. En ellas estaba escrita la frase "No tiene sentido crecer si no puedes comportarte de forma infantil de vez en cuando", una cita del Cuarto Doctor (Tom Baker) en Robot. Todos los billetes y el cajero tenían la etiqueta del "Banco de Crédito de Londres", y se han convertido en objeto de coleccionista, vendiéndose por 50 libras como mínimo.
Por su apretada agenda, Catherine Tate no pudo estar presente en la lectura del guion. Como un favor, su papel lo leyó Sophia Myles, intérprete de Madame de Pompadour en el episodio La chica en la chimenea. Este fue el primer episodio de Doctor Who rodado en los nuevos estudios Upper Boat en Pontypridd dedicados específicamente a la serie; el decorado de la TARDIS hasta entonces había estado situado en un almacén antiguo en Newport. Aunque está ambientado en Navidad, el rodaje se hizo en julio, con temperaturas de en torno a 30° en Cardiff durante el rodaje. Las escenas nocturnas con armas de fuego, explosiones y un tanque molestaron a algunos residentes, incluyendo una mujer americana que volvía a casa del conflicto Israel-Líbano de 2006. Esas escenas, así como las de Oxford Street, se rodaron en St. Mary Street, en el centro de Cardiff.
En el pódcast del episodio, David Tennant y la productora ejecutiva Julie Gardner hablaron de una escena que se cortó antes de la emisión. En ella, después de que Donna encuentre el jersey de Rose y le pregunte al Doctor por él, este se lo quita enfadado de las manos y después pone en rumbo la TARDIS. Tal y como se rodó originalmente, el Doctor antes abre las puertas de la TARDIS y tira el jersey al espacio. Gardner dijo que se cortó porque quedó demasiado melodramático.
La escena de la persecución del taxi por parte de la TARDIS en la autopista se preestrenó en un concierto de Children in Need, con una orquesta en directo interpretando gran parte de la música de Doctor Who.